# Broumovský smrk
Broumovský smrk je památný strom u Broumova západně od Chodové Plané. Přibližně dvousetletý  smrk ztepilý (Picea abies) roste pod lesním zámečkem sv. Víta na západním okraji vesnice v nadmořské výšce 529 m. Obvod jeho kmene měří 410 cm a koruna stromu dosahuje do výšky 35 m (měření 2000). Chráněn je od roku 2003 pro svůj vzrůst.

## Stromy v okolí
- Broumovské smrky v Hamerském údolí
- Broumovský jasan
- Dubová alej pod Broumovem
- Lípy na Jalovém dvoře
- Smrk u Žďáru (zaniklý)
- Chodovská lípa u Hamerského potoka